# Sisaala (Sprache)
Sisaala (Eigenbezeichnung Sısaalı) ist die Sprache der Sisaala, die traditionell in Ghana und Burkina Faso siedeln. 
Im frankophonen Burkina Faso wird die Bezeichnung Sissala, im anglophonen Ghana die Schreibweise Sisaala benutzt. Die Sprache gehört zum westlichen Zweig der Gurunsi-Sprachen, die eine Untereinheit der Gur-Sprachen innerhalb der Familie der Niger-Kongo-Sprachen darstellen.
Das Siedlungsgebiet der Sisaala in Ghana liegt im zentralen Norden im Tumu District und Lambusie, während die burkinischen Sisaala in 26 Dörfern der Provinz Sissili siedeln, zwischen ihrem Zentrum Léo und dem ghanaischen Hamale. Es existieren drei sehr verschiedene Dialektgruppen: Die Größte ist Sisaala Tumulung in Ghana mit etwa 90.000 Sprechern, danach folgt Westsisaala mit ungefähr 30.000 Sprechern. Die Sisaalasprecher in Burkina Faso werden auf 10.000 geschätzt.
Die vorwiegend ihrem traditionellen Glauben anhängenden Sisaala leben hauptsächlich als Bauern, die Hirse, Mais, Reis oder Jams anbauen. Sie wohnen in quadratischen Lehmhütten, die durch Mauern miteinander verbunden sind. Zu ihren Musikinstrumenten zählen Xylophone, Trommeln und Flöten, Griots sind für die mündliche Weitergabe des Wissens zuständig. In der Vergangenheit waren die Sisaala vom Sklavenhandel betroffen.